# Luise Danz
Luise Danz (Walldorf, 11 dicembre 1917 – Walldorf, 21 giugno 2009) è stata una militare e criminale di guerra tedesca, fu una guardia femminile in diversi campi di concentramento nazisti durante la seconda guerra mondiale. Fu catturata nel 1945 e processata per crimini contro l'umanità al processo di Auschwitz tenutosi a Cracovia. Fu condannata all'ergastolo nel 1947, ma rilasciata per amnistia generale il 20 agosto 1957.

## Biografia
Il 24 gennaio 1943, all'età di 25 anni, Danz fu arruolata come SS-Aufseherin all'interno del campo di concentramento di Ravensbrück. Servì come guardia in diversi campi nella Polonia occupata, tra cui Majdanek (1943-aprile 1944), Kraków-Płaszów (aprile 1944), Auschwitz-Birkenau (maggio 1944-gennaio 1945) e Malchow (sottocampo di Ravensbrück). Nel 1943 ricevette un premio dalla Germania nazista per il servizio svolto. 

### Compiti all'interno del campo
Il 1º marzo 1943 completò un corso di tre settimane nel campo di concentramento di Ravensbrück e il 22 marzo 1943 fu trasferita al campo di concentramento di Majdanek dove supervisionò i dettagli del lavoro del campo femminile nella sartoria, nella cucina, nell'asilo nido e nel negozio di abbigliamento del campo. Durante l'evacuazione di Majdanek alla fine di aprile 1944, si trovò nel campo di concentramento di Płaszów. Halina Nelken la ricordava a Płaszów così:«Danz, alta, snella e con un viso scarno e fanciullesco era una specialista nel colpire le mascelle con il pugno e allo stesso tempo portare il ginocchio all'altezza dello stomaco. La donna che stava maltrattando svenne immediatamente».
Dopo l'evacuazione del campo di concentramento di Płaszów, Luise Danz si trovò ad Auschwitz-Birkenau nel settembre o nell'ottobre 1944, dove sovrintendette un commando ebreo nella lavanderia del campo di concentramento e guidò la squadra di pelletteria come Kommandoführerin, e alla fine salì al rango di Rapportführerin nel campo per donne ebree ungheresi. Dopo l'evacuazione di Auschwitz avvenuta nel gennaio 1945, fu trasferita a Ravensbrück, nel suo sottocampo a Malchow. Divenne Oberaufseherin nel gennaio 1945 al suo arrivo e prestò servizio in tale veste fino all'inizio di maggio 1945. A Malchow, 900 detenute lavorarono nella Verwertchemie, la fabbrica locale di esplosivi per il recupero dei prodotti chimici. Secondo le dichiarazioni dei prigionieri sopravvissuti dei diversi campi, il comportamento di Danz si sarebbe evoluto nel tempo diventando sempre più sadica, abusando gravemente dei prigionieri con la sua frusta. Aiutò anche nell'impiccagione delle detenute russe e negli interminabili appelli delle prigioniere.

### Processo per crimini di guerra
Alla fine della guerra, nel maggio 1945, Danz fu scoperta e arrestata il 1º giugno 1945 a Lützow, quindi processata in Polonia al processo di Auschwitz per i crimini commessi mentre fu in servizio nei campi. Al suo processo nel 1947, fu condannata all'ergastolo, ma fu rilasciata all'inizio del 1956 dopo aver scontato nove anni.
Nel 1947, la sopravvissuta Odi Mirosława dichiarò al tribunale municipale di Oświęcim che "per quanto riguarda l'imputata Luise Danz, posso affermare che era una donna delle SS e che era molto buona, perché ha aiutato i prigionieri ed è stata punita per averlo fatto tre volte con una carcerazione di 14 giorni nel bunker. So che questa imputata chiudeva un occhio su tutte le trasgressioni da parte dei prigionieri. Quella donna delle SS ha lavorato per qualche tempo in cucina e poi nello smistamento dei vestiti."
Nel 1996, è stata nuovamente processata davanti a un tribunale tedesco per il presunto omicidio di un adolescente nel campo di concentramento di Malchow: i medici tedeschi affermarono che l'imputata era troppo anziana per seguire i procedimenti giudiziari e quindi l'accusa fu ritirata.